# 3 000 mètres marche aux Jeux olympiques de 1920
Pour un article plus général, voir Athlétisme aux Jeux olympiques de 1920.
L'épreuve du 3 000 mètres marche masculin aux Jeux olympiques de 1920 s'est déroulée les 20 et 21 août 1920 au Stade olympique d'Anvers, en Belgique. Elle est remportée par l'Italien Ugo Frigerio.
L'épreuve de marche se dispute sur cette distance pour la première et unique fois dans le cadre des Jeux olympiques.

## Résultats

### Finale
| Rang               | Athlète              | Temps         |
| ------------------ | -------------------- | ------------- |
| Médaille d'or      | Ugo Frigerio (ITA)   | 13 min 14 s 2 |
| Médaille d'argent  | George Parker (AUS)  | 13 min 19 s 6 |
| Médaille de bronze | Richard Remer (USA)  | 13 min 22 s 2 |
| 4                  | Cecil McMaster (RSA) | 13 min 23 s 6 |
| 5                  | Thomas Maroney (USA) | 13 min 25 s 0 |
| 6                  | Charles Dowson (GBR) | 13 min 28 s 0 |
| 7                  | William Hehir (GBR)  | 13 min 29 s 8 |
| 8                  | Winfred Rolker (USA) | 13 min 30 s 4 |
| 9                  | Jean Seghers (BEL)   | 13 min 31 s 3 |
| 10                 | Charles Gunn (GBR)   | 13 min 34 s 0 |
| 11                 | Niels Pedersen (DEN) | 13 min 36 s 8 |
| —                  | Donato Pavesi (ITA)  | DQ            |